# Kuna (Idaho)
Kuna é uma cidade localizada no estado americano do Idaho, no Condado de Ada.

## Demografia
Segundo o censo americano de 2000, a sua população era de 5382 habitantes.
Em 2006, foi estimada uma população de 11.510, um aumento de 6128 (113.9%).

## Geografia
De acordo com o United States Census Bureau tem uma área de 6,2 km², dos quais 6,2 km² cobertos por terra e 0,0 km² cobertos por água. Kuna localiza-se a aproximadamente 821 m acima do nível do mar.

## Localidades na vizinhança
O diagrama seguinte representa as localidades num raio de 24 km ao redor de Kuna.